# Olivier van Noort
Olivier van Noort (Utrecht, 1558 – Schoonhoven, 22 febbraio 1627) è stato un esploratore olandese, il primo olandese a circumnavigare il mondo.

## Biografia
Olivier van Noort nacque nel 1558 a Utrecht. Lasciò Rotterdam il 2 luglio 1598 con quattro navi ed un piano per attaccare i possedimenti spagnoli nell'oceano Pacifico, per commerciare con la Cina e le isole delle spezie. Le sue navi erano scarsamente equipaggiate, soprattutto per quanto riguarda l'armamento e l'addestramento dell'equipaggio.
Nonostante tutto Van Noort attraversò lo stretto di Magellano catturando molte navi (spagnole ed altre) nel Pacifico. Perse due navi lungo il tragitto a causa di una tempesta, mentre un'altra fu persa in uno scontro con gli spagnoli nei pressi della baia di Manila nelle Filippine. Gli spagnoli persero la propria nave ammiraglia, il galeone San Antonio, il cui naufragio fu scoperto nel 1992 assieme ad un tesoro di porcellane e pezzi d'oro.
Van Noort tornò a Rotterdam tramite le Indie orientali olandesi ed il Capo di Buona Speranza il 26 agosto 1601 con la sua ultima nave, la Mauritius, e 45 dei 248 uomini che partirono con lui. L'impresa fu a malapena soddosfacente, ma funse da ispirazione per le spedizioni successive. La Compagnia olandese delle Indie orientali nacque pochi mesi dopo.